# Werner Speiser
Werner Walter Paul Speiser (* 21. Januar 1908 in Sierakowitz, ehemals Kreis Karthaus; † 26. Februar 1965 in Köln) war ein deutscher Kunsthistoriker mit dem Schwerpunkt ostasiatische Kunstgeschichte.

## Leben
Geboren in Westpreußen, studierte Speiser nach dem Abitur ab 1926 in Leipzig, Hamburg, Frankfurt am Main, Königsberg und Berlin und wurde 1932 in Berlin bei Otto Kümmel promoviert (Seine Dissertation T’ang Yin erschien 1935).
In den 1930er war er Mitglied der Rheinischen Gruppe. Schon 1933 organisierte er eine Ausstellung mit anfangs 106 Werken chinesischer Malerei, die vom November 1933 bis Januar 1934 bei der Kestner-Gesellschaft in Hannover gezeigt wurde, dann in erweiterter Form bis zum April im Königsberger Schloss und anschließend beim Sächsischen Kunstverein auf der Brühlschen Terrasse in Dresden. Seit 1934 war am Ostasiatischen Museum in Köln tätig, zunächst als Volontär und ab 1935 – in Nachfolge des emigrierten Alfred Salmony – als wissenschaftlicher Assistent.
Als Frieda Fischer, Stifterin und Direktorin des Museums seit 1914, wegen ihrer Ehe mit dem jüdischen Juristen Alfred Ludwig Wieruszowski von der Stadt aus ihrem Amt vertrieben wurde, übernahm Speiser als Kustos ihre hausinternen Aufgaben. 1937 war er der NSDAP beigetreten.
Nach Gründung der Deutsch-Japanischen Gesellschaft Köln 1938 als erste Zweigstelle des Berliner Muttervereins fungierte Speiser als deren Geschäftsführer.
1940 verfasste Speiser seine Habilitationsschrift Ein großes Jahrhundert chinesischer Malerei  in der er sich mit der „Wende zur Neuzeit in der chinesischen Malerei“ des 14. Jahrhunderts beschäftigte. 1941 gründete er am Kunsthistorischen Institut der Kölner Universität eine Abteilung für ostasiatische Kunstgeschichte, die erste Einrichtung zur außereuropäischen Kunstgeschichte an einer deutschen Universität.
Nach Kriegsteilnahme am Zweiten Weltkrieg war er bis 1948 in englischer Kriegsgefangenschaft wo er seit 1947 zwei Semester im Norton Camp, einem Studienlager für deutsche Kriegsgefangene, Religions- und Kunstgeschichte unterrichtete.
Zurück in Köln, lehrte er ab 1949 an der Universität zu Köln, wo er 1954 zum außerordentlichen Professor ernannt wurde.
Von 1951 bis zu seinem Tod 1965 war Speiser Direktor des Museums für Ostasiatische Kunst in Köln. Er leitete den Wiederaufbau des zerstörten Museums – die Sammlung war von Kriegszerstörungen verschont geblieben – und plante einen Museumsneubau, dessen Umsetzung sein früher Tod verhinderte. In seine Amtszeit als Direktor fielen neun Ausstellungen in Köln sowie eine Reihe von überregionalen Ausstellungen, darunter eine 1958 in Brüssel.
Speiser heiratete 1949 Hildegard Klara Christine Brand. Er verstarb 1965 im Alter von 57 Jahren in der Kölner Universitätsklinik.

## Schriften
- Kultur Ostasiens. Staufen Bücherei, Köln 1943
- Japanische Tuschmalerei., Kanter Verlag 1944
- Die Kunst Ostasiens. Safari Verlag 1946, 1956
- Vorderasiatische Kunst. Safari Verlag 1952
- China, Kunst der Welt. Holle Verlag, Baden-Baden 1959
- Meisterwerke chinesischer Malerei. : Aus der Higashiyama-Sammlung, Safari Verlag 1958
- Chinesische und Japanische Malerei. Safari Verlag 1959
- Baukunst des Ostens: Von der Zeitenwende bis zum 19. Jahrhundert. Essen: Burkard-Verl. Heyse 1964
- Lackkunst in Ostasien. Baden-Baden: Holle-Verl. 1965
- China: Geist und Gesellschaft. Baden-Baden: Holle-Verl. 1979=1959